# Iolanda Díaz Gallego
No confundir con Yolanda Díaz Pérez (Fene, 1971), dirigente política gallega, miembro del Gobierno de España.
Iolanda Díaz Gallego (Sarria, 1934) es una colaboradora activa en las diversas actividades desarrolladas por la emigración gallega en Uruguay y Cataluña.

## Trayectoria
Diaz Gallego era hija de un miliciano del ejército republicano que luchó en Asturias y, tras la victoria de los golpistas, nunca pudo regresar a Asturias.
Díaz Gallego vivió en Sarria hasta que se trasladó a La Coruña para estudiar peritaje mercantil, que finalizó en 1952.
En 1953 finalmente se exilió con su madre y sus hermanos a Montevideo, donde tenían familia, y había una comunidad de gallegos que se apoyaban entre ellos. Los tres hermanos empezaron a trabajar en una empresa y, a través de conocidos, Díaz entró en contacto con Manuel Meilán, que colaboraba con el programa de radio Sempre en Galicia, y que la invitó a hacerlo ella también.
O seu traballo nestas organizacións, que eran as mais fortes de emigrantes —«máis ca os cataláns, para eles era unha honra ser invitados»—, fixo que o presidente do Banco de Galicia a contratase para traballar. Chegou a ser xefa da casa central. «Era a única muller entre 126 homes».  Su trabajo en diversas organizaciones atrajo la atención del presidente del Banco de Galicia que le propuso ir a trabajar allí. Llegó a ser secretaria general. Era la única mujer entre 126 hombres.
En la capital uruguaya mantuvo una estrecha relación con el grupo de emigrantes y exiliados, colaboró en la publicación de la Historia de Galicia de Ramón Otero Pedrayo y participó en la emisión radiofónica Sempre en Galicia durante 20 años. Fue una de las fundadoras del Teatro Popular Gallego de Montevideo y del Patronato da Cultura Galega de Montevideo. 
A súa vida en Uruguai rematou en 1978, cando a situación empeoraba económica e politicamente e incluso a policía uruguaia estivo detrás dos seus fillos. Nese momento, uns empresarios cataláns antifranquistas precisaban xente de confianza para xestións bancarias nun conglomerado de empresas en Barcelona, así que decidiron mudarse a Cataluña. O que non terminou foi o compromiso de Yolanda Díaz con Galicia, xa que presidiu durante 26 anos a asociación galeguista O Penedo, en Barcelona.
Dejó Uruguay en 1978, debido al empeoramiento de la situación tanto política como económica, e instalándose con su familia en Barcelona. Allí participó en la creación de la Asociación O Penedo, y colaboró entre 1973 y 1981 en el programa A Nosa Galicia de Radio Miramar y Radio Galega.
Ha publicado un libro sobre la historia de la emigración gallega a partir de sus propias vivencias:  Revelando o proceso. Na galeguidade asentouse o compromiso. Acción e evolución no Uruguay 1954-1978), presentado en su localidad natal en noviembre de 2024.

## Premios y reconocimientos
En 2024 Díaz recibió el Premio Ramón Piñeiro Facer País, por ser historia viva y por su trabajo de recopilación de información sobre la emigración gallega.